# Rolf Vogel (Journalist)
Rolf Vogel (* 3. September 1921 in Berlin-Charlottenburg; † 16. September 1994 in Bonn) war ein deutscher Journalist, dessen Arbeiten sich insbesondere dem deutsch-israelischen Verhältnis widmeten.

## Leben

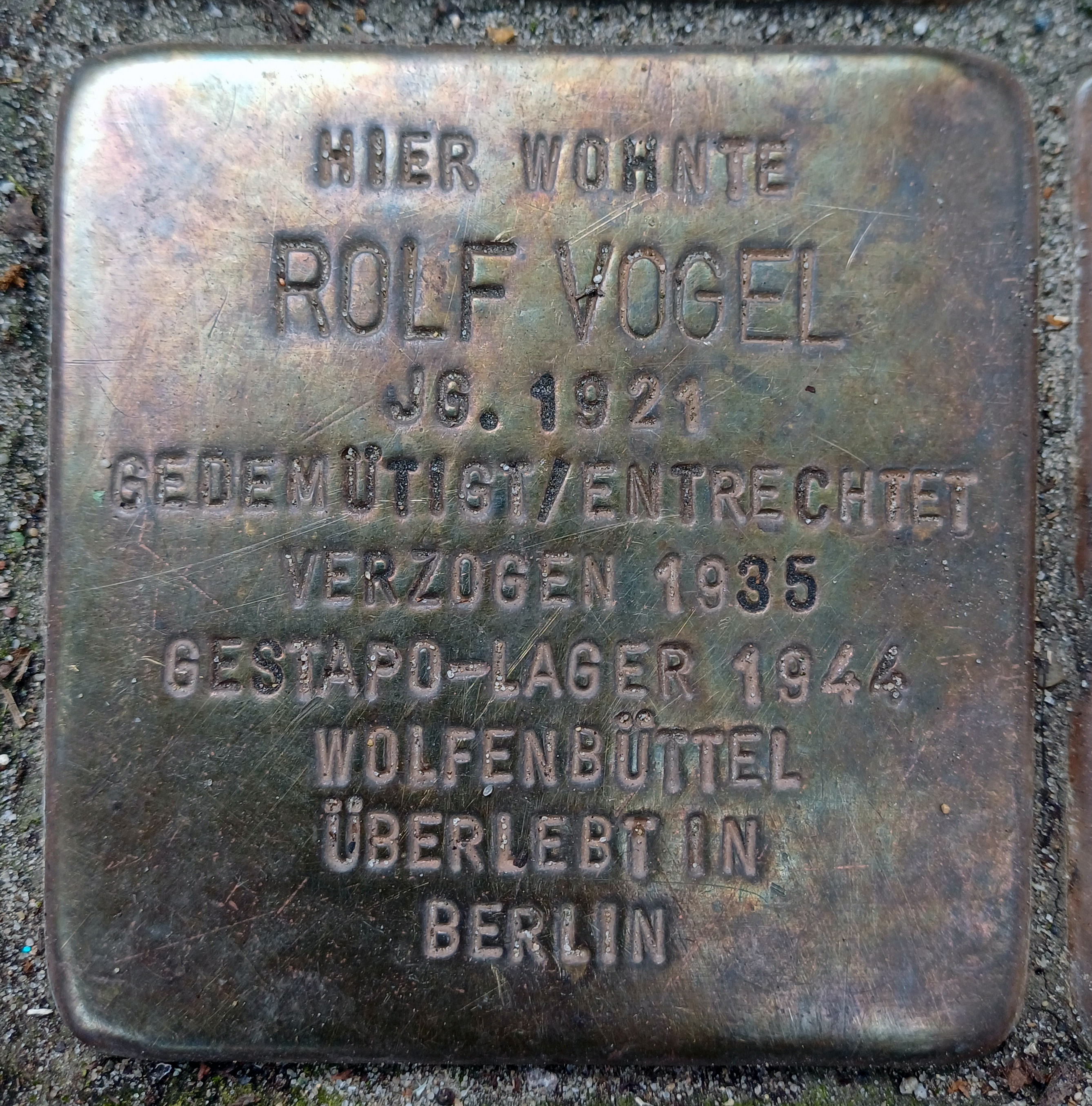
Stolperstein am Haus, Birkenallee 8–9, in Königs Wusterhausen

Rolf Vogel war der Sohn des Journalisten und KPD-Mitglieds Kurt Vogel. Er machte 1939 in Berlin sein Abitur und wurde 1940 zur Wehrmacht eingezogen. Dort wurden im Sommer 1940 die nach den Nürnberger Gesetzen als Halbjuden kategorisierten Personen als wehrunwürdig entlassen. Vogel wurde bei Emil Dovifat als Student der Zeitungswissenschaft in Berlin immatrikuliert, während seine Mutter von der Gestapo verhaftet und in das Ghetto Theresienstadt deportiert wurde. Vogel zog nach Württemberg, wo er in ein Mischlingsarbeitslager eingewiesen wurde. Er hatte Verbindung zum deutschen Widerstand. So berichtete er oft von der Haltung von Josef Wimmer und Clemens August Graf von Galen und würdigte die menschliche Anständigkeit von Hans Fritzsche, der sich um Vogels Mutter sorgte.
Nach dem Zweiten Weltkrieg war Vogel Berichterstatter der Nürnberger Prozesse. Zwischen 1956 und 1959 war er als Bonner Korrespondent für Radio Saarbrücken tätig. Er hat sich zu dieser Zeit für die Rückgliederung des Saarlandes an die Bundesrepublik Deutschland ausgesprochen. 1959 wurde er stellvertretender Leiter des Bonner Büros der Europäischen Gemeinschaft.
Er produzierte 1955 im Auftrag des Bundespresseamtes den Film Israel – Land der Hoffnung und 1958 mit Axel Springer den von Herbert Viktor gedrehten Dokumentarfilm Paradies und Feuerofen.
Basierend auf den Aussagen von Max Merten in einem Verfahren in Athen eröffnete Fritz Bauer im Juni 1960 ein Ermittlungsverfahren gegen Hans Globke. Walter Heynowski drehte 1961 den Dokumentarfilm AKTION J, der eine Absprache Globkes mit den Schweizer Behörden zum Gegenstand machte. Konrad Adenauer ließ Vogel vom Bundesnachrichtendienst engagieren, um Hans Globke im Verfahren gegen Adolf Eichmann zu entlasten. Vogel gab an, dass er mit Otto Lenz oftmals über die Arbeit Globkes gesprochen hatte. Aus diesen Gesprächen wüsste er, dass Globkes Tätigkeit darauf gerichtet war, mit Hilfe seines Kommentars den Mischlingen ersten Grades so weit wie möglich Hilfe und Erleichterung zu bringen. Vogel ließ sich als Journalist der „Deutschen Zeitung“ aus Köln beim Eichmann-Prozess akkreditieren. Am 29. Juni 1961 brach Vogel mit Frank Lynder in das Zimmer von Friedrich Karl Kaul im King David Hotel ein und entwendete Unterlagen; darunter waren auch Prozessvollmachten von Opfern des KZ Auschwitz, um als Nebenkläger im Eichmann-Prozess aufzutreten. Der Bundesnachrichtendienst prüfte, ob es sich hier um Hehlerei handeln würde, falls die Unterlagen Kaul zum Kauf angeboten würden.
Konrad Adenauers Spezialist für Israel-Kontakte, Vogel, begleitete Franz Josef Strauß im Mai 1963 nach Lod.
Vogel war Herausgeber der Deutschland-Berichte als Öffentlichkeitsarbeiter der Bundesregierung.
Am 8. Dezember 2007 wurde in Königs Wusterhausen ein Stolperstein für ihn verlegt.

## Ehrungen
Der Zentralrat der Juden zeichnete Vogel 1971 mit dem Leo-Baeck-Preis aus. 1976 erhielt er den Saarländischen Verdienstorden.

## Schriften
- Der Weg nach Israel. Stuttgart: Seewald 1967
- Der demokratische Staat im Kampf gegen radikale Ausdrucksformen in der Bundesrepublik Deutschland: eine Dokumentation der Deutschland-Berichte. Bonn, 1968.
- Ein Stempel hat gefehlt: Dokumente zur Emigration deutscher Juden, Droemer Knaur Verlag, München/Zürich 1977
- Ein Stück von uns. Deutsche Juden in deutschen Armeen 1813–1976. Verlag Hase & Kochler, Mainz, 1977.
- Der deutsch-israelische Dialog. Dokumente eines erregenden Kapitels deutscher Außenpolitik. Band 8. München: Saur, 1990.